# ニューブリテンクイナ
ニューブリテンクイナ(学名：Gallirallus insignis)は、ツル目クイナ科に分類される鳥類の一種である。本種をクイナ属（Rallus）に分類する説もある。その場合、学名はRallus insignisとなる。

## 分布
パプアニューギニアのビスマーク諸島にあるニューブリテン島固有種。

## 形態
顔と頸は赤褐色、体の上面は灰緑色がかった褐色で、尾と初列風切は黒色である。喉から腹にかけての体の下面は黒色で、白色の細かい横縞模様が入る。虹彩は赤色、くちばしは黒色、脚はピンク色である。

## 生態
深い森林、湿地、渓谷などに生息する。飛翔力はない。
陸棲の貝類や昆虫類を捕食する。

## 人間との関係
開発による生息地の環境破壊により、生息数は減少している。